# 硫華菊
硫華菊（学名：Cosmos sulphureus），又名黄秋英、黄波斯菊、黄花波斯菊、硫黄菊、硫磺菊、黄芙蓉，是菊科秋英屬的一年生草本植物，原产於墨西哥，在海拔1600米以下地区自然生长。种加词sulphureus的本意就是“硫磺的”。
此植物喜阳耐半阴，耐寒性一般，是由大波斯菊（Cosmos bipinnatus）与同属其他种自然杂交得到，现在是广泛栽培的园艺花卉和切花材料。硫华菊株形较凌乱，因此适合丛植，无法像大波斯菊一样可用来布置花境。

## 特征
硫華菊多分枝，株高約30－100厘米，大多数情况下株高60厘米，盆栽时一般保留20厘米高的矮小植株。硫華菊长有对生的二回羽状复叶，深裂，裂片呈披针形，有短尖，与大波斯菊相比叶片更宽，叶缘锯齿更粗糙。瘦果总长1.8－2.5厘米，棕褐色，坚硬，粗糙有毛，顶端有细长喙。如果夏季炎热程度加剧，硫華菊的花期会有提前的倾向。
| 硫华菊的生长与繁殖 | 硫华菊的生长与繁殖 | 硫华菊的生长与繁殖 | 硫华菊的生长与繁殖 |
| ------------------ | ------------------ | ------------------ | ------------------ |
|                    |                    |                    |                    |
| 幼苗               | 花丛               | 瘦果               | 瘦果               |

花期長，为6月－11月，而一般来说，春播硫華菊花期6－8月，夏播花期9－10月。开直径3－5厘米的黄、金黄和橙色花，而在改良種中有开红色花朵的品種；中心管状花为黄色或褐红色。其花型有单瓣和重瓣两种，园艺市场出售的是基本上是重瓣品种。
硫華菊不易受病虫侵害，但在初夏的新芽附近会有蚜虫生长。硫華菊在贫瘠的土壤中只需适量水就可以正常生长，是生命力顽强的植物，易于养护。此花在阳光不充足的环境下也勉强可栽培，但在这种环境下要注意防止叶片变形。

## 历史
18世紀末，西班牙马德里植物园首次种植硫華菊，从此硫華菊被该植物园的园长、硫華菊的命名人安东尼奥·何塞·卡瓦尼列斯引入欧洲。据残存的文献记载，硫華菊是於大正時代初期传入日本，现在是日本主要的园艺花卉品种之一。
硫華菊在韩国生长也很普遍，街道旁大量生长这种花。1950年代，农学家、植物学家禹長春博士建议引进此花，之後此花在韩国大量栽培。
1996年，硫華菊被美国东南部外来有害植物理事会（SE-EPPC）宣布为入侵物種。

## 栽培品种
目前主要的硫華菊栽培品种包括：
- 'Klondyke Mix'：花色包括黄、橙、红色。
- 'Ladybird Dwarf Red'、'Ladybird Dwarf Gold'、'Ladybird Dwarf Orange'和'Ladybird Dwarf Lemon'：均为矮小种。
- 草莓巧克力（“Strawberry Chocolate”）：由硫華菊与巧克力秋英（Cosmos atrosanguineus）杂交得到，日本培育。

## 生长与养护
发芽需要7－21日，最适温度为24°C，发芽50－60日後开花。其耐贫瘠沙质土壤，原本生长在墨西哥的碱性土壤地区，因此适宜土壤pH为6.0－8.5。阳光明媚的天气有利于开花，但也可耐受半阴条件。出芽後的植株耐旱能力强，不易受病虫侵害，这种强大的生活力已在美国的一些虫害区证实。
| 不同颜色的硫华菊 | 不同颜色的硫华菊 | 不同颜色的硫华菊 |
| ---------------- | ---------------- | ---------------- |
|                  |                  |                  |

## 意象
硫華菊的花语是野性美。而這種花在1997年由小田茜主演的日本电影《秋樱》（秋桜）中作为主要的意象出现。

## 外部連結
- （简体中文）中国数字植物标本馆中的相关内容：硫華菊
- （英文）Cosmos history and cultivation （页面存档备份，存于）
- （日語）キバナコスモス （页面存档备份，存于） - 岡山理科大学　雑学辞典目次
- （日語）硫華菊的瘦果 （页面存档备份，存于） （图）